# MyPaint
MyPaint è un programma di disegno per grafica raster, open source. MyPaint è un'applicazione di software libero per illustrare e disegnare con una tavoletta grafica. Ha un'interfaccia semplice, dove quasi tutte le funzioni di base di disegno vengono assegnate ai tasti di scelta rapida, il che rende il più veloce accesso agli strumenti. Inoltre è possibile nascondere tutte le finestre e concentrare tutta l'attenzione sul disegno, senza il desktop occupato da pulsanti o palette disegno non utilizzate o troppo complesse.
Aspira anche ad offrire una semplice alternativa libera a GIMP sul desktop environment GNOME o a Krita su KDE.
La sua struttura è nativamente multipiattaforma e indipendente dal sistema operativo.
MyPaint è scritto con il linguaggio di programmazione C, C++ e Python, usando il toolkit GTK+ e le librerie grafiche cairo.

## Funzionalità
MyPaint è un editor di immagini bitmap e dispone di numerose funzionalità tipiche dei software di editing delle immagini, compresi gli strumenti di disegno, filtri grafici e pennelli di regolazione colori.
L'attenzione alla usabilità si riflette in molte delle caratteristiche principali del programma:
- Illimitata memorizzazione undo.
- Supporto multilingua.
- Disposizione flessibile della barra degli strumenti, anche galleggianti come finestre o docking intorno ai bordi dell'immagine.
- Supporto sensibile alla pressione per le tavolette grafiche.
- Molte creazioni e configurazione delle opzioni dei pennelli colore.
- Tela di disegno (canvas) formato illimitato.
- Pennelli completamente parametrici (decine di parametri) simulando effetti più o meno realistici;
- Possibilità di ruotare la tela (oltre al zoom e spostamento) come si farebbe con un foglio di carta.
- Importa/esporta nei formati OpenRaster, PNG e JPEG.
- Possibilità di utilizzo di uno sfondo predefinito (pavimentazione delle bitmap o scelta colore.)
- Storia degli ultimi colori.
- Grande leggerezza (gira su Maemo).

Spazzole includono matite pm di HB, coltelli, pennelli, sentiva o palla punto d'inchiostro, matite colorate o pietra nera, erba o foglie di effetti e miscelatori di colore.
A differenza di un semplice software di editing di immagini MyPaint dispone anche di supporto per i livelli di immagine.
È la più veloce applicazione basata su OpenRaster.

## Storia e sviluppo
Il progetto è in fase di sviluppo da prima dell'11 agosto 2004, data di incorporazione nella revisione 87 di Subversion.
| Versione | data rilascio    | modifiche principali |
| -------- | ---------------- | --- |
| 0.1      | 12 marzo 2005    | Versione iniziale |
| 0.4      | 19 novembre 2005 | |
| 0.5.0    | 9 luglio 2007    | |
| 0.6.0    | 27 gennaio 2009  | |
| 0.7.0    | 7 giugno 2009    | |
| 0.8.0    | 29 gennaio 2010  | Nuovi pennelli colore, raggruppamento pennelli, elenco dei livelli, migliorie dello zoom e traduzione interfaccia utente in 14 lingue. Correzioni di bug.                                                           |
| 0.8.2    | 6 marzo 2010     | Correzioni di bug della 0.8.1. Raggruppamento pennelli colore. |
| 0.9.0    | 2 novembre 2010  | Importazione ed esportazione pennelli. Supporto gradienti. Gestione delle finestre. Menu rapido. Salva le miniature per i file OpenRaster secondo la specifica di freedesktop.org. Finestre di dialogo e anteprime. |
| 1.0.0    | 22 novembre 2011 | Aggiunta di uno scratchpad multiuso. Aggiunta di una barra degli strumenti configurabile e della funzionalità Blocca canale alfa. Bugfix su velocità, interfaccia grafica e collezione di pennelli.                 |
| 1.1.0    | 4 gennaio 2013   | |
| 1.2.0    | 15 gennaio 2016  | |
| 1.2.1    | 21 gennaio 2017  | |